# Marquette-en-Ostrevant
Marquette-en-Ostrevant (Nederlands: Market(t)e) is een gemeente in het Franse Noorderdepartement (regio Hauts-de-France). De plaats maakt deel uit van het arrondissement Valenciennes. Marquette-en-Ostrevant telde op 1 januari 2022 1.953 inwoners.
Het dorp had in een ver verleden een meer Vlaamsklinkende naam; in de 12e eeuw werd Market(t)e geschreven, verkleinwoord van het riviertje de Marke.

## Geografie
De oppervlakte van Marquette-en-Ostrevant bedroeg op 1 januari 2022 7,47 vierkante kilometer; de bevolkingsdichtheid was toen 261,4 inwoners per km².

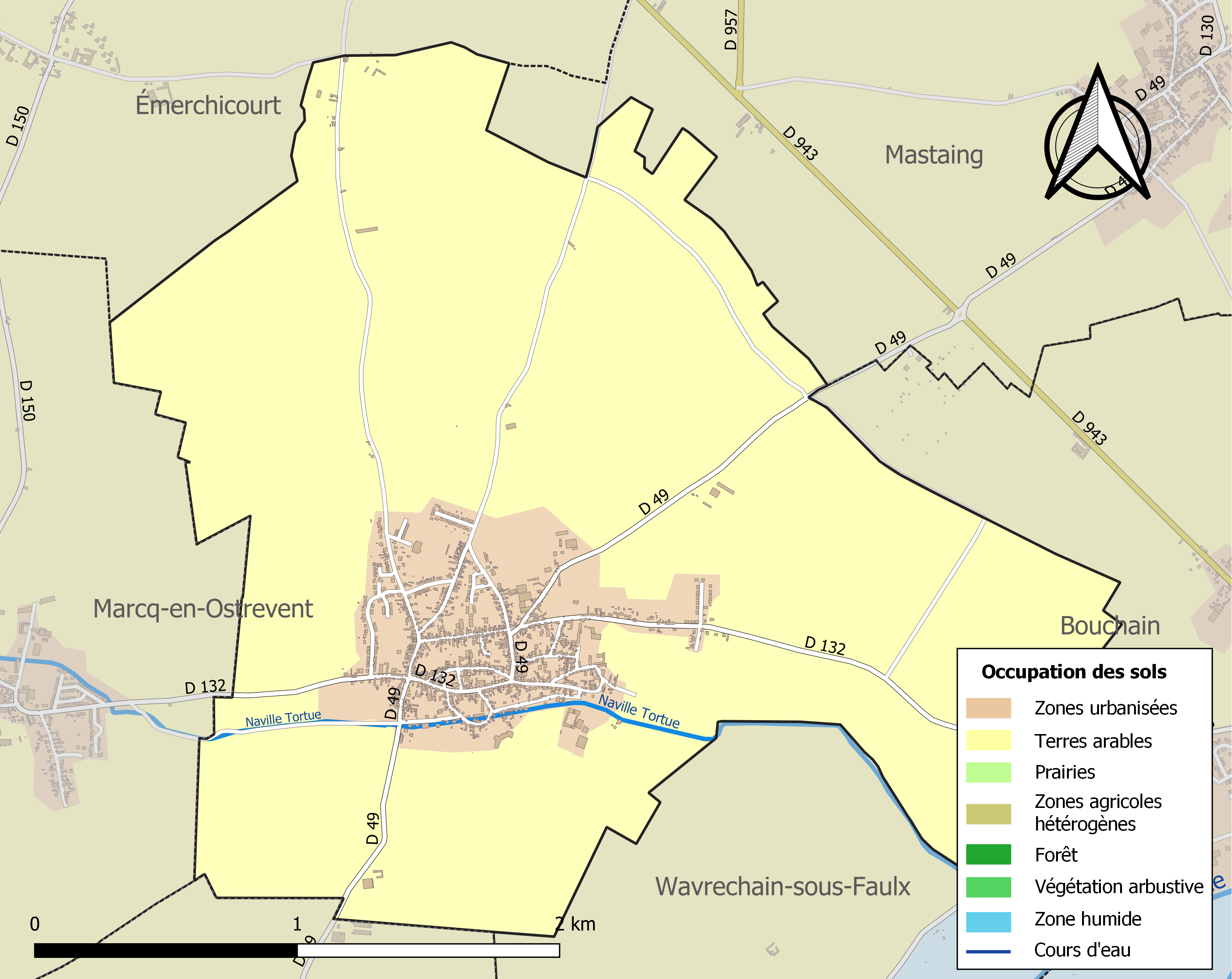
Kaart van de gemeente met belangrijkste infrastructuur, bodemgebruik en omliggende gemeenten

## Demografie
Onderstaande figuur toont het verloop van het inwonertal (bron: INSEE-tellingen).